# 門脇真由美
門脇 真由美（かどわき まゆみ、1972年9月21日 - ）は、宮城県大崎市出身の元女子競輪選手。現役時代は日本競輪選手会大阪支部所属、ホームバンクは関西サイクルスポーツセンター。日本競輪学校（当時。以下、競輪学校）第102期生（ガールズケイリン第1期生）。師匠は城本量徳（アマチュア指導者であり競輪選手ではない）。

## 来歴
古川商業高等学校に入学してから自転車競技を始め、同校卒業後はチームミヤタに加入したが、同チームはロードレース主体の活動であり、自らのプレースタイルに合わなかったことから1年で退団。その後、城本量徳に出会い、活動拠点を関西サイクルスポーツセンターのある大阪府に移した。
1995年、全日本アマチュア自転車競技選手権大会の1000メートルタイムトライアルで優勝。翌1996年、アトランタオリンピックの出場代表権を橋本聖子と争ったが、曖昧な選考基準により、橋本が代表になった。その後、1997年のアジア自転車競技選手権大会で4位を経験したものの、目標としていたオリンピック出場を果たせぬまま、28歳のときに第一線級選手としての活動から退いた。
それから10年後、城本から「女子ケイリンが始まるから、受けてみいへんか」と誘われ、最初は嫌がっていたものの最後は説得され受験。2011年2月25日に同校に合格した。競輪学校での在校競走成績は22勝を挙げて5位であった。
2012年5月1日、競輪選手として登録され、同年7月8日、京王閣競輪場でデビューし2着。初勝利は同年7月26日の松戸競輪場で挙げた（プロフィール参照）。
2013年5月20日、全日本プロ選手権自転車競技大会の『カーネーションカップ』で優勝。
2017年4月13日に高松美代子が引退してからは、ガールズケイリンにおける現役最年長選手となった。
50歳を過ぎても活躍したが、加齢による衰えと怪我の影響もあり競走得点が47点を維持できない状態が続いたことで、2023年上期限りで代謝制度の対象選手となり引退が決定。2023年6月27日の玉野FII最終日第5レース（一般）7着でラストレースとした。
2023年7月11日、選手登録消除。通算戦績は907戦47勝、優勝3回。
引退後は一般企業に就職したが、時折運動のために関西サイクルスポーツセンターに訪れてはバンクで走行練習をしていることもある。

### 『連勝記録ストッパー』
ガールズケイリン選手として全盛期は、当時連勝中だった他の選手の記録をことごとくストップさせている。
- 2012年8月21日に京王閣で行われた決勝戦では、デビュー以来8戦無敗の中村由香里を破り、自身の初優勝とあいまった。

- 2013年6月2日、和歌山FII決勝で、15連勝中だった加瀬加奈子を破り、通算3回目の優勝。なお、この優勝は当時のガールズケイリンにおける最年長優勝（40歳8か月）でもあり、長らく記録を保持したが、その記録は加瀬加奈子が2021年7月13日に41歳1か月で更新した。

- 2013年8月15日の京王閣で、デビュー以来12戦無敗中だった石井寛子を4着に沈め、逃げ切りで勝利。